# Herman Siegvald
Herman Sigban Siegvald, född 13 februari 1894 i Lilla Beddinge församling, Malmöhus län, död 22 november 1975, var en svensk pedagog och psykolog.
Siegvald, som var son till lokförare Herman Olsson och Ingrid Jonasson, avlade folkskollärarexamen 1915, studentexamen samma år, blev filosofie licentiat 1926, filosofie doktor 1944, docent i psykologi och pedagogik i Lund 1945, professor i samma ämnen 1947, i psykologi 1955–1960. Han blev folkskollärare i Malmö 1915, övningslärare vid Lunds folkskoleseminarium 1919, var folkskoleinspektör 1934–1947 och bedrev akademisk undervisning 1931–1946. Han var ledamot av Lunds domkapitel 1948–1960, styrelseordförande för dövstumskolan i Lund 1948–1960 och för centralbyrån i Lund för populärvetenskapliga föreläsningar 1952–1963.  Han invaldes som ledamot av Vetenskapssocieteten i Lund 1948 och av Humanistiska vetenskapssamfundet i Lund 1949.